# Гауке-Босак, Юзеф
Юзеф Гауке-Босак (пол. Józef Hauke-Bosak; 19 марта 1834, Санкт-Петербург — 21 января 1871, близ Дижона) — польский генерал, повстанец.

## Биография
Семья ван дер Гакен или фон Гауке фламандского происхождения, проживала в Польше с 1782 года. Отец Юзефа, также Юзеф, был капитаном войск Варшавского герцогства и русским генералом, дядя Мауриций — генералом.
Был свойственником Александра II: его двоюродная сестра — Юлия Гауке, графиня Баттенберг — была женой Александра Гессен-Дармштадтского, брата императрицы.
Обучался в Кадетском корпусе, Пажеском корпусе и Академии генерального штаба. В 1855 году был адъютантом императора Александра II. Сражался с остатками отрядов Шамиля на Кавказе, был награждён медалями.
В 1862 году был произведён в полковники. В том же году после манифестации польских патриотов подал в отставку, но она не была принята. Когда вспыхнуло Январское восстание, ещё раз подал в отставку, на этот раз её приняли.
Под псевдонимом «Босак» возглавлял второй корпус повстанцев из краковского и сандомирского воеводств. В нескольких малых стычках победил русских, но в самой последней крупной битве под Опатовом его корпус был разбит. После этого иммигрировал во Францию.
Принимал участие в войне с Пруссией, погиб под Дижоном.